# La Sagesse du père Brown
La Sagesse du père Brown est un recueil de douze nouvelles policières de G. K. Chesterton qui met en scène son détective catholique, le père Brown. L'ouvrage est paru chez l’éditeur Cassell and Co., à Londres, Angleterre, en octobre 1914. L'édition originale est illustrée d'un frontispice dessiné par Sidney Seymour Lucas.
Ce sont ici les enquêtes du père Brown qui suivent celles de La Clairvoyance du père Brown. Elles sont d'abord publiées, de façon irrégulière, dans la gazette The Pall Mall entre mars 1913 et septembre 1914. Toutefois, Le Conte de fées de père Brown, la dernière nouvelle du recueil, est encore inédite à la parution de l'ouvrage.  
Dans le recueil, Chesterton modifie volontairement l'ordre chronologique de parution des nouvelles dans la gazette. 

## Contenu du recueil
Le recueil The Wisdom of Father Brown (La Sagesse du père Brown) regroupe les nouvelles suivantes :
1. The Absence of Mr Glass, publiée dans The Pall Mall, mars 1913 (L'Absence de Mr Glass)
2. The Paradise of Thieves, publiée dans The Pall Mall, août 1913 (Le Paradis des voleurs)
3. The Duel of Dr Hirsch, publiée dans The Pall Mall, août 1914 (Le Duel du Dr Hirsch)
4. The Man in the Passage, publiée dans The Pall Mall, septembre 1913 (L'Homme dans le passage)
5. The Mistake of the Machine, publiée dans The Pall Mall, octobre 1913 (L'Erreur de la machine)
6. The Head of Caesar, publiée dans The Pall Mall, juin 1913 (La Tête de César)
7. The Purple Wig, publiée dans The Pall Mall, mai 1913 (La Perruque pourpre)
8. The Perishing of the Pendragons, publiée dans The Pall Mall, juin 1914 (La Perdition des Pendragon)
9. The God of the Gongs, publiée dans The Pall Mall, septembre 1914 (Le Dieu des gongs)
10. The Salad of Colonel Cray, publiée dans The Pall Mall, juillet 1914 (La Salade du colonel Cray)
11. The Strange Crime of John Boulnois, publiée dans The Pall Mall, juillet 1913 (L'Étrange Crime de John Boulnois)
12. The Fairy Tale of Father Brown, publiée dans le recueil The Wisdom of Father Brown, 1914 (Le Conte de fées du Père Brown)

## Édition française
- The Wisdom of Father Brown (1914) Publié en français sous le titre La Sagesse du père Brown, Paris, Gallimard, 1936 ; réédition dans Détective du bon Dieu, Paris, Gallimard, 1954 ; réédition, Paris, Gallimard, Folio no 1656, 1985 ; réédition dans Les Enquêtes du père Brown, Paris, Éditions Omnibus, 2008